# عبد الأكبر خان
عبدال أكبر خان (بالإنجليزية: Abdul Akbar Khan)‏ هو سياسي باكستاني، ولد في 1 سبتمبر 1949 في كراتشي في باكستان، وتوفي بنفس المكان في 12 يناير 2017.